# Tove Meyer (journalist)
Tove Cecilia Meyer, född 1 oktober 1983, är en svensk journalist och tidigare radioproducent på Sveriges Radio P3. 
Hon är författare till biografin Carl XVI Gustaf – Den motvillige monarken tillsammans med Thomas Sjöberg och Deanne Rauscher. Boken utkom på Bokförlaget Lind & Co i november 2010.
Hon debuterade som poet 2016 med Asfaltshimmel. 2020 romandebuterar hon med Ha ett underbart år.
Meyer har bland annat jobbat som researcher för Skavlan och som huvudproducent för Musikhjälpen 2017.
Den 1 april 2018 blev hon kulturansvarig för Strömstads kommun.